# 角大排
角大排（英語：Kok Tai Pai，曾稱Woodman Roof），是香港的一個島嶼，地區行政上屬於西貢區。位於往灣洲以北，執毛洲以西，打蠔排以東。
角大排為往灣洲的附屬島嶼，角大排上並沒有居民居住。